# Mouvement populaire socialiste
Le Mouvement Populaire Socialiste /SELAL (MPS/SELAL) est un parti politique sénégalais. 

## Histoire
Le parti reçoit son récépissé de déclaration le 24 août 2007 sous le numéro 13019/M.INTCL/DAGAT/DAPS. SELAL est un mot wolof qui signifie "transparence".
Issu du Mouvement pour le Socialisme et l'Unité (MSU) fondé par Mamadou Dia, ancien président du Conseil de gouvernement du Sénégal, le MPS/SELAL est créé et dirigé par Mamadou Bamba Ndiaye, député à l'Assemblée Nationale du Sénégal.
Le parti a participé depuis 2012 aux différentes coalitions de l'opposition au régime du président Macky Sall, notamment au moment des législatives de 2017 et de la présidentielle de 2019.
Le Mps/Selal est membre fondateur du Front de résistance nationale constitué en 2019.

## Orientation
Selon l'article 3 de ses statuts, le MPS/SELAL a pour buts :
- l'unité politique du continent africain par la création des Etats-unis d'Afrique et prioritairement une Fédération des États de l'Afrique de l'ouest ;
- l'affirmation d'une politique économique et sociale orientée vers la satisfaction prioritaire des besoins vitaux des citoyens ;
- la construction d'une société sénégalaise fondée sur les valeurs de tolérance, de solidarité et de justice dans une parfaite cohésion ;
- la participation à l'édification d'un nouvel ordre international équitable et démocratique

## Symboles
Ses couleurs sont le blanc et le bleu matérialisés par un drapeau de couleur blanche sur lequel la carte de l'Afrique est imprimée en bleu.

## Organisation
Le siège du MPS/SELAL se trouve à Dakar.